# Handalá Mustaufi
Handalá, Handulá ou Handolá Mustaufi Gasvini[a] (em persa: حمدالله مستوفى قزوینی; romaniz.: Ḥamdallāh Mustawfī Qazvīnī; 1281 – após 1339/40) foi um oficial, historiador, geógrafo e poeta persa que viveu nos últimos momentos do Ilcanato mongol do planalto Iraniano e no interregno que se seguiu. No período, atuou como oficial administrativo em mais de uma corte mongol na Pérsia e sua fortuna variou ao longo do tempo em decorrência da turbulência política ocasionada pelo colapso do Ilcanato e as disputas dinásticas que se seguiram. Está enterrado num mausoléu em forma de cúpula em sua cidade natal.
Nativo de Gasvim, pertencia a uma família de mustaufis (contadores financeiros), daí seu nome. Foi um colaborador próximo do proeminente vizir e historiador Raxidadim de Hamadã, que o inspirou a escrever obras históricas e geográficas. É autor de três obras; Tarikh-i guzida ("Excerto da História"), Zafarnamá ("Livro da Vitória") e Nuzhat al-qulub ("Felicidade dos Corações"), respectivamente. Uma figura altamente influente, a maneira de Mustaufi de conceituar a história e a geografia do Irã foi imitada por outros historiadores desde o século XIII.

## Vida
Mustaufi nasceu em 1281 na cidade de Gasvim, localizada no Iraque Persa (Iraque Ajã), uma região correspondente à parte ocidental do atual Irã. Sua família era descendente de árabes que ocuparam o governo local nos séculos IX e X e que mais tarde serviram como mustaufis (contadores financeiros de alto escalão) no advento do Império Gasnévida. O bisavô de Mustaufi, Aminadim Nácer, serviu como mustaufi do Iraque, que desde então tornou-se o sobrenome da família. Aminadim Nácer, durante sua aposentadoria, foi morto em 1220 devido aos ataques dos mongóis após o saque de Gasvim, durante a invasão mongol da Pérsia.
Apesar de tudo, a família de Mustaufi ainda serviu muito aos mongóis e até alcançou maior proeminência durante o período; seu primo mais velho, Facradim, foi vizir do Ilcanato, enquanto seu irmão Zainadim foi assistente do proeminente vizir e historiador Raxidadim de Hamadã. A família de Mustaufi estava, portanto, entre as muitas famílias do Iraque persa que ganharam destaque na Era Mongol. A rivalidade logo surgiu entre os persas iraquianos e os já estabelecidos curaçanes, sobretudo entre os Mustaufis e a família Juveini, o que é evidente na obra de Mustaufi, onde a menção aos Juveinis é omitida em alguns casos. Mustaufi seguiu os passos da família, sendo em 1311 nomeado contador financeiro de Gasvim, bem como de outros distritos vizinhos, incluindo Abar, Zanjã e Tarumaim.

Iraque Persa e imediações

Fragmentação do Ilcanato

Foi nomeado para este cargo por Raxidadim, que o fez ganhar interesse por história e o inspirou a começar a escrever o Zafarnamá ("Livro da Vitória") em 1320, como uma continuação do Xanamé de Ferdusi ("Livro dos Reis"). Completou a obra em 1334, consistindo em 75 000 versos, relatando a história da era islâmica até o Ilcanato. Antes disso, também havia escrito uma crônica semelhante; o Tarikh-i guzida ("Excerto de História") em 1330, que foi seu primeiro trabalho. A crônica, feita para o filho de Raxidadim, Guiaçadim ibne Raxidadim, era uma história mundial, narrando os eventos dos profetas, dos reis pré-islâmicos do Irã e do mundo islâmico. Nada se sabe sobre a vida de Mustaufi durante o final do Ilcanato, exceto que viajou entre Tabriz e Baguedade.
No verão de 1339, estava em Savé, trabalhando para o genro de Guiaçadim, Haji Xameçadim Zacaria, que era o vizir do sultão jalaírida Haçane Buzurgue (r. 1336–1356). Lá, tentou ajudar na gestão do divã, mas logo se viu desempregado após a retirada de Haçane Buzurgue para Baguedade devido a uma derrota do príncipe chupânida Haçane Cuchaque. Mustaufi estava indeciso quanto a retornar a Gasvim ou fugir para o sul do Irã, onde era muito mais seguro. Acabou decidindo partir para Xiraz em busca de melhor sorte, mas foi decepcionado pela recepção que recebeu na corte do emir injuída Maçude Xá (r. 1338–1342).
No entanto, permaneceu lá por mais 10 meses, até que decidiu partir devido ao caos que se seguiu durante a luta dinástica injuída pelo trono. Voltou ao norte, onde foi bem recebido em Avaje, Savé, Caxã e Ispaã antes de retornar para Gasvim no fim de 1340. Menciona a turbulência pela qual passou durante este período em vários de seus poemas, e também passou por doenças (ou possivelmente tédio), até que se recuperou depois de ganhar a simpatia de um patrono desconhecido, possivelmente Haçane Buzurgue. Foi nessa época que concluiu seu trabalho cosmográfico e geográfico Nuzhat al-Qulub ("Felicidade dos Corações"). Morreu algum tempo depois de 1339/40. Está enterrado num mausoléu em forma de cúpula em sua cidade natal.

## Obra

### Tarikh-i guzida

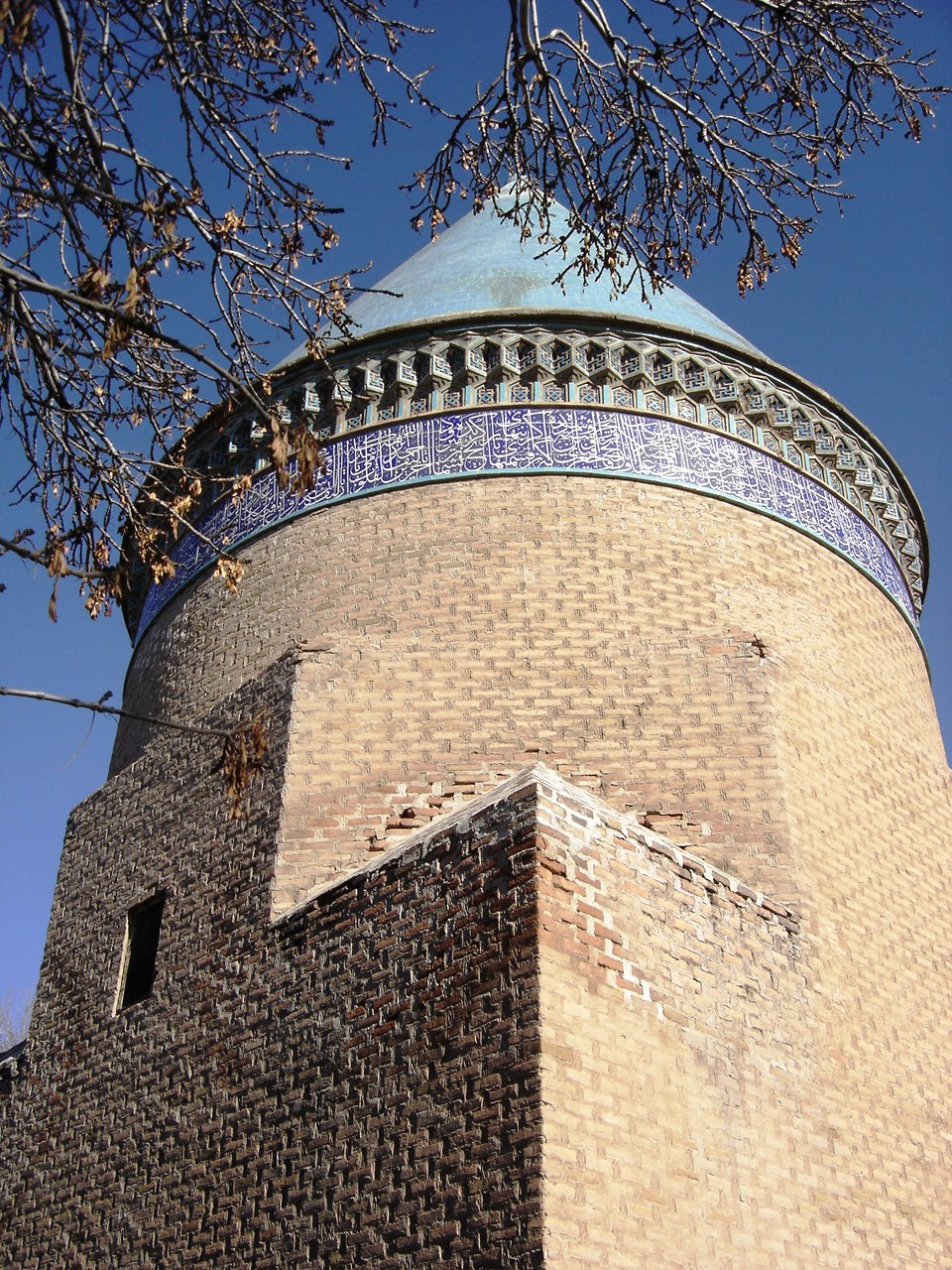
Mausoléu de Mustaufi em Gasvim

A primeria obra de Mustaufi foi o Tarikh-i guzida ("Excerto da História"), uma história mundial narrando eventos dos profetas, reis pré-islâmicos do Irã e o mundo islâmico. Foi Baseado no então incompleto Zafarnamá e em fontes anteriores, que são creditadas. Contém informações importantes posteriores à morte do ilcã Gazã (r. 1295–1304) em 1304. A história política termina em um tom positivo, com Guiaçadim ibne Raxidadim sendo nomeado ao vizirado do Ilcanato. O penúltimo capítulo descreve a vida de ilustres eruditos e poetas, enquanto o último descreve Gasvim e faz um relato de sua história.

### Zafarnamá
A segunda obra foi o Zafarnamá ("Livro da Vitória"), uma continuação do Xanamé de Ferdusi ("Livro dos Reis"). Completou a obra em 1334, consistindo em 75 000 versos relatando a história da era islâmica até o Ilcanato. Embora a parte inicial dependa fortemente do trabalho de Raxidadim (que Mustaufi também menciona), é menos perceptível em comparação com seu Tarikh-i guzida. A obra também apresenta aspectos que se assemelham ao da obra coetânea em versos Shahnameh-ye Chengizi, de Xameçadim de Caxã. Apesar disso, o Zafarnamá é uma fonte primária única para o reinado do ilcã Oljeitu (r. 1304–1316) e de seu sucessor, Abuçaíde Badur Cã (r. 1316–1335). A importância da obra foi reconhecida pelo historiador da Era Timúrida Hafiz i Abru, que incorporou grande parte dela em seu Dhayl-e Jame al-tawarikh. Como o Tarikh-i guzida, tem uma conclusão positiva, com Abuçaíde sufocando com sucesso uma revolta, seguida pela paz. No entanto, Mustaufi pode ter concluído seu trabalho prematuramente, possivelmente devido aos eventos caóticos que se seguiram durante a desintegração do Ilcanato. Isso é apoiado pelo fato de que mais tarde compôs uma continuação em prosa do Zafarnamá, que menciona a morte de Abuçaíde e a turbulência que se seguiu no Irã.

### Nuzhat al-qulub
O trabalho mais proeminente de Mustaufi é o Nuzhat al-qulub ("Felicidade dos Corações"), que é virtualmente a única fonte para descrever a geografia e os assuntos do Ilcanato. A fonte fornece informações vitais sobre o governo, comércio, vida econômica, conflitos sectários, arrecadação de impostos e outros tópicos semelhantes. Assim como seu Tarikh-i guzida e Zafarnamá, Mustaufi rejeita ter experiência na área e afirma que foi incentivado por seus amigos a escrever a obra. Também pensou que uma fonte disponível em persa seria útil, devido à maioria das fontes geográficas sobre o Irã ser em árabe (como as obras de Abu Zaíde de Bactro e ibne Cordadebe).
O trabalho também é considerado uma contribuição substancial para a história étnico-nacional do Irã. Mustawfi notavelmente usa o termo "Irã" em sua obra. Desde a queda do Império Sassânida em 651, a ideia do Irã ou Iranzamim ("a terra do Irã") como uma entidade política havia desaparecido. No entanto, permaneceu como elemento do sentimento nacional dos iranianos e foi ocasionalmente mencionado nas obras de outras pessoas. Com o advento do Ilcanato, a ideia ressurgiu. De acordo com o historiador moderno Peter Jackson (2017), a razão por trás desse ressurgimento foi a queda do Califado Abássida em 1258 e a "relativa privação de direitos do Islã político". Mustaufi descreve as fronteiras do Irã que se estendem do rio Indo até a Corásmia e Transoxiana no leste para o Império Bizantino e Síria no oeste, o que correspe ao território do Império Sassânida. Define as províncias do Irã em 20 capítulos; Iraque ("Iraque Árabe") ou o "coração de Iranxar", Iraque Persa, Arrã, Mugã, Xirvão, Geórgia, Império Bizantino, Armênia, Rebia, Curdistão, Cuzistão, Pérsis, Xabancara, Carmânia, Macrão, Ormuz, Ninruz, Coração, Mazandarão, Cumis, Tabaristão e Guilão. Essa forma de conceituar a história e a geografia do Irã foi imitada por outros historiadores desde o século XIII.